# Gustav Bauer
Gustav Adolf Bauer  (Darkehmen, 6 gennaio 1870 – Berlino, 16 settembre 1944) è stato un politico tedesco.

## Biografia
Fu capo dei sindacati socialisti dal 1903 al 1918, deputato del Reichstag dal 1912 al 1918 e dal 1920 al 1928. Fu il primo Cancelliere della Repubblica di Weimar dal 21 giugno 1919 al 26 marzo 1920. Firmò il trattato di Versailles. In occasione del putsch di marzo 1920 ordito da Wolfgang Kapp, promosse uno sciopero generale che risultò decisivo per sventare il colpo di Stato. Tuttavia, il suo governo ne uscì indebolito e ciò lo convinse a rassegnare le dimissioni nei giorni a venire. Nel 1928 si ritirò a vita privata.